# Hexactinellida
Hexactinellida (do grego hex, seis + aktis, raio; e do latim -ellus, sufixo diminutivo) é uma classe do filo Porifera (esponjas) caracterizada por possuir um esqueleto de espículas de sílica, e são comumente chamadas de esponjas-de-vidro. O nome da classe é devido ao fato das espículas possuírem seis pontas, distribuídas em seis eixos. Frequentemente algumas das espículas se fundem e o esqueleto adquire um aspecto de treliça sendo constituído de fibras silicosas longas semelhantes a fibras de vidro soltas.
As esponjas-de-vidro são as mais simétricas e mais individualizadas entre as esponjas e têm menos tendência a formação de agrupamento ou grandes massas com muitos ósculos. Possuem forma de taça, vaso ou urna, e em média possuem 10 a 30 cm de altura. A espongiocele é bem desenvolvida e o ósculo único algumas vezes é recoberto por uma placa crivada (revestimento em forma de grade formado pela fusão de espículas). Os Hexactinellida assemelham-se um pouco a formas siconóides na estrutura. No entanto, não possuem canais incorrentes siconóideos e a água entra através dos espaços em um sincício trabecular externo em forma de malha.
Existem esponjas-de-vidro no mundo inteiro e são os poríferos predominantes da Antártida. Ao contrário das esponjas calcárias que são de águas rasas, são encontradas em águas profundas, a maioria vivendo entre 200 e 1 000 m, já tendo sido dragadas inclusive de zonas abissais.

## Classificação
A classificação sistemática das esponjas viventes é essencialmente baseada na caracterização das microscleras e partes orgânicas, enquanto que o tipo de estrutura esquelética e o grau de fusão do esqueleto são os critérios fundamentais usados nas espécies fósseis.
Os dois tipos básicos de microescleras do grupo (hexáster e anfidisco), raramente preservados como fósseis, servem como critério para a classificação das duas subclasses: Hexasterophora (hexáster) e Amphidiscophora (anfidisco).